# Polymerodon
Polymerodon là một chi rêu trong họ Dicranaceae.